# Ipswich (Massachusetts)
Ipswich es un pueblo ubicado en el condado de Essex en el estado estadounidense de Massachusetts. En el Censo de 2010 tenía una población de 13.175 habitantes y una densidad poblacional de 119,66 personas por km².

## Geografía
Ipswich se encuentra ubicado en las coordenadas 42°41′46″N 70°50′8″O / 42.69611, -70.83556. Según la Oficina del Censo de los Estados Unidos, Ipswich tiene una superficie total de 110.1 km², de la cual 83.16 km² corresponden a tierra firme y (24.47%) 26.94 km² es agua.

## Demografía
Según el censo de 2010, había 13.175 personas residiendo en Ipswich. La densidad de población era de 119,66 hab./km². De los 13.175 habitantes, Ipswich estaba compuesto por el 95.91% blancos, el 0.49% eran afroamericanos, el 0.15% eran amerindios, el 1.32% eran asiáticos, el 0.05% eran isleños del Pacífico, el 0.73% eran de otras razas y el 1.35% pertenecían a dos o más razas. Del total de la población el 1.76% eran hispanos o latinos de cualquier raza.